# Leptostylus pilula
Leptostylus pilula là một loài bọ cánh cứng trong họ Cerambycidae.